# Einar Karlsson (lottatore)
Erik David Einar Karlsson (Stoccolma, 1º settembre 1908 – Stoccolma, 17 febbraio 1980) è stato un lottatore svedese, specializzato sia nella lotta greco-romana che nella lotta libera.

## Palmarès
- Giochi olimpici

Los Angeles 1932: bronzo nella lotta libera pesi piuma.
Berlino 1936: bronzo nella lotta greco-romana pesi piuma.
- Europei

Helsinki 1933: argento nella lotta greco-romana 66 kg.
Roma 1934: bronzo nella lotta greco-romana 66 kg.
Parigi 1937: bronzo nella lotta greco-romana 61 kg.